# 28 aprilie
ianuarie • februarie • martie  • aprilie  • mai  • iunie  • iulie  • august  • septembrie  • octombrie  • noiembrie  • decembrie
28 aprilie este a 118-a zi a calendarului gregorian și ziua a 119-a în anii bisecți. Mai sunt 247 de zile până la sfârșitul anului.

## Evenimente

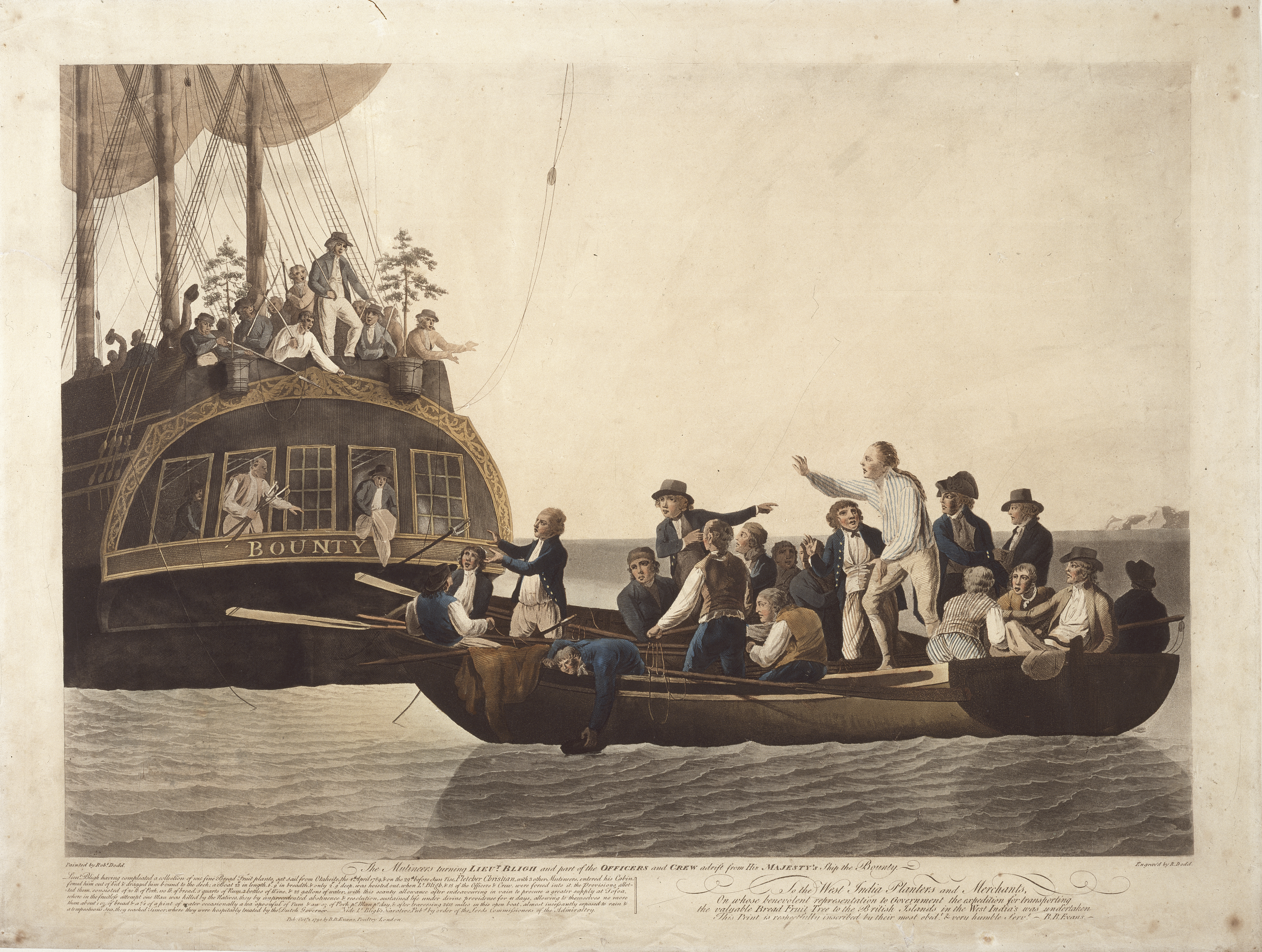
1789: Revolta de pe Bounty: Locotenentul William Bligh și 18 marinari sunt lăsați în derivă.

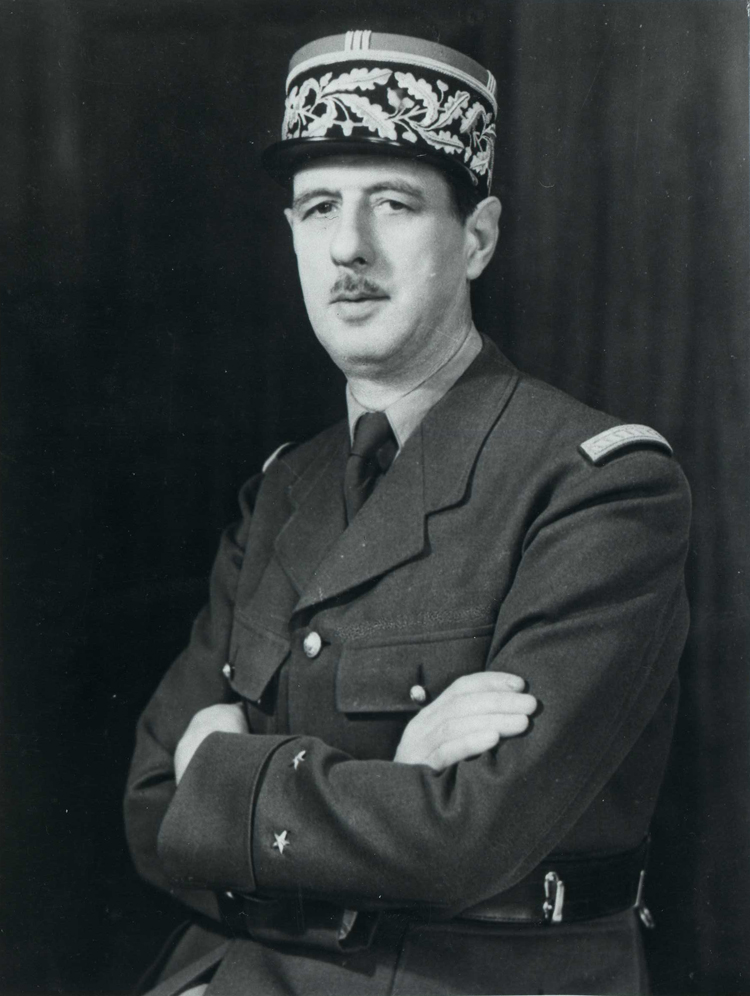
1969: Charles de Gaulle demisionează din funcția de președinte al Franței.

- 1294: Temür, nepotul lui Kublai, este ales han al mongolilor cu titlul domnesc Oljeitu.[1]
- 1502: Se încheie traducerea în limba germană a letopisețului slavon al domniei lui Ștefan cel Mare – „Die Kronicke des Stephan Voyvoda" – denumită și „Cronica moldo–germană" sau „Cronica lui Ștefan cel Mare".
- 1789: Revolta de pe Bounty: Locotenentul William Bligh și 18 marinari sunt lăsați în derivă, iar echipajul rebel se întoarce pentru scurt timp în Tahiti înainte de a porni spre insula Pitcairn.
- 1792: Franța invadează Țările de Jos austriece (actualele Belgia și Luxemburg), începând Războaiele Revoluției Franceze.
- 1796: Napoleon Bonaparte și Vittorio Amedeo al III-lea, rege al Sardiniei, semnează armistițiul de la Cherasco, extinzând teritoriul francez de-a lungul coastei mediteraneene.
- 1859: Velierul Pomona a naufragiat pe coasta Irlandei, cu pierderea a 424 din cei 448 de pasageri și membri ai echipajului de la bord.[2]
- 1838: Au fost puse bazele Societé des Gens de Lettres.
- 1859: Alexandru Ioan Cuza înființează Biroul de Statistică al Țării Românești numește ca șef al acestuia pe Dionisie Pop Marțian.
- 1908: A fost înființată Societatea Scriitorilor Români, al cărei prim președinte a fost ales Cincinat Pavelescu.
- 1920: Azerbaidjan intră in componența Uniunii Sovietice.
- 1923: Este inaugurat stadionul Wembley, denumit inițial Empire Stadium.
- 1937: Cercetătorul medical sud-african Max Theiler dezvoltă vaccinul împotriva febrei galbene la Fundația Rockefeller din New York.[3]
- 1945: Benito Mussolini și amanta sa, Clara Petacci, sunt capturați și executați de membrii mișcării de rezistență italiene în timp ce încercau să părăsească Italia.
- 1945: Holocaust: Germania nazistă folosește pentru ultima dată camerele de gazare pentru a executa 33 de lideri socialiști și comuniști din Austria Superioară în lagărul de concentrare Mauthausen.[4]
- 1947: Thor Heyerdahl și cinci membri ai echipajului pornesc din Peru pe Kon-Tiki pentru a demonstra că băștinașii peruani ar fi putut coloniza Polinezia.
- 1948: Igor Stravinski dirijează premiera baletului său american, Orfeu, la New York City Center.
- 1952: Ia sfârșit ocupația Japoniei de către Statele Unite ale Americii.
- 1969: Charles de Gaulle demisionează din funcția de președinte al Franței.
- 1973: The Dark Side of the Moon de Pink Floyd, înregistrat în studiourile Abbey Road, ajunge pe primul loc în topul Billboard din SUA, începând o perioadă record de 741 de săptămâni.
- 1986: Niveluri ridicate de radiații rezultate în urma dezastrului de la Cernobîl sunt detectate la centrala nucleară Forsmark din Suedia, determinând autoritățile sovietice să anunțe public accidentul petrecut cu 2 zile în urmă.[5]
- 1990: Consiliul European adoptă o declarație comună, prin care hotărăște extinderea relațiilor cu țarile Europei Centrale și de Est.
- 1992: Se încheie procesul fostului șef al Securității, Iulian Vlad, care este condamnat la 12 ani închisoare și degradare militară.
- 1995: Începe alianța Disney-RTL. Peste 2 ani, se lansează canalul Super RTL
- 1997: Semnarea protocolului de înfrățire a orașelor Suceava și Chișinău.
- 1998: Organizația teroristă RAF se autodizolvă.
- 2001: Milionarul american Dennis Tito a devenit primul om care a plecat în spațiu ca turist.
- 2001: S–a lansat Teatrul Național pentru Copii, proiect acceptat și coprodus de Teatrul Național I. L. Caragiale, director general Dinu Săraru, la inițiativa Fundației "Abracadabra" condusă de actorul Marian Râlea.
- 2004: CBS a difuzat fotografii în care erau surprinși soldați americani maltratând și umilind prizonieri irakieni din închisoarea d'Abou Ghraib, de lângă Bagdad. Imaginile datau din perioada octombrie-decembrie 2003.

## Nașteri
- 0032: Marcus Salvius Otho, împărat roman (d. 69 î.Hr.)
- 1442: Regele Eduard al IV-lea al Angliei (d. 1483)
- 1589: Margareta de Savoia, viceregină a Portugaliei (d. 1655)
- 1612: Odoardo Farnese, Duce de Parma (d. 1646)
- 1672: Georg Haner, teolog sas (d. 1740)

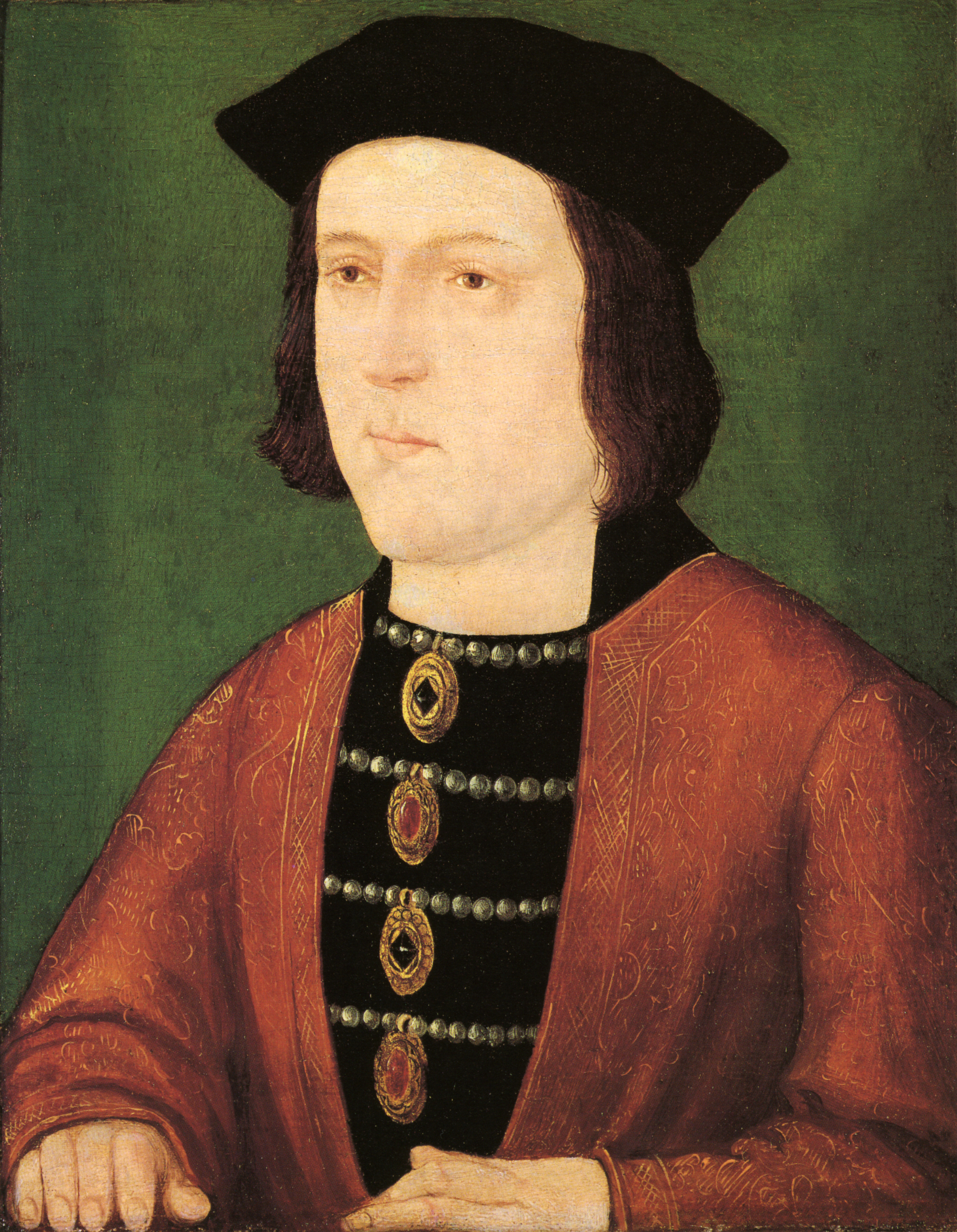
Eduard al IV-lea al Angliei
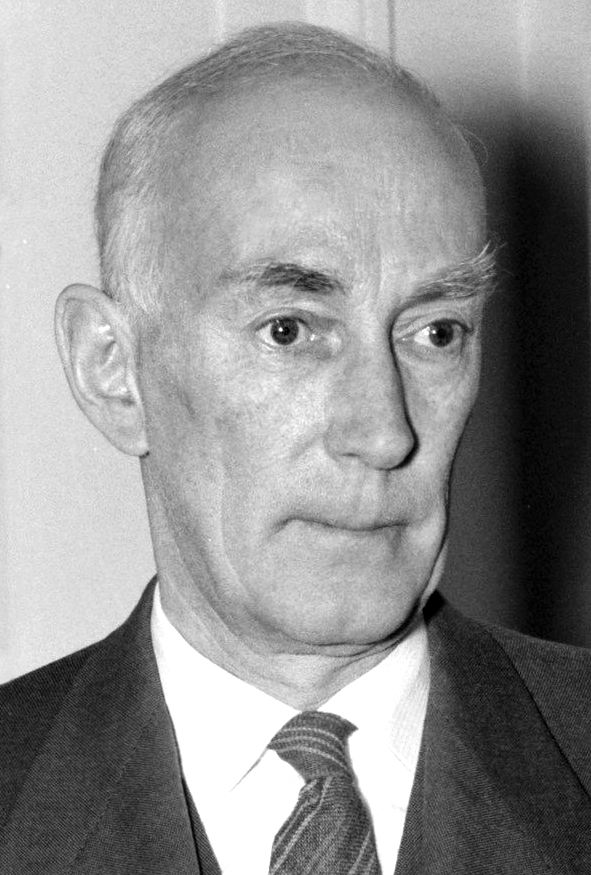
Jan Hendrick Oort, astronom neerlandez
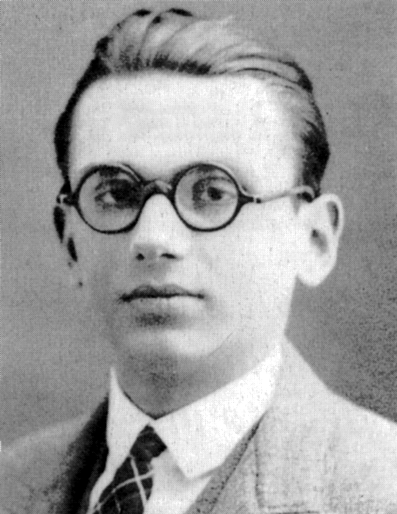
Kurt Gödel, matematician, logician, filosof austriac

- 1758: James Monroe, al 5-lea președinte al Statelor Unite (d. 1831)
- 1766: José da Cunha Taborda, pictor și arhitect portughez (d. 1836)
- 1822: Hugues Merle, pictor francez (d. 1881)
- 1849: Augusto Aubry, amiral și politician italian (d. 1912)
- 1855: José Malhoa, pictor portughez (d. 1933)
- 1861: Sava Athanasiu, geolog și paleontolog român (d. 1946)
- 1874: Karl Kraus, lingvist și publicist austriac (d. 1936)
- 1878: Lionel Barrymore, actor american (d. 1954)
- 1889: António de Oliveira Salazar, prim–ministru al Portugaliei în perioada 1932–1968 (d. 1970)
- 1900: Jan Hendrick Oort, astronom neerlandez (d. 1992)
- 1900: Maurice Thorez, om politic comunist francez, lider al PCF din 1930 până la moarte (d. 1964)
- 1906: Kurt Gödel, matematician, logician, filosof austriac (d. 1978)
- 1925: Bruce Kirby, actor american de televiziune (d. 2021)
- 1928: Yves Klein, pictor francez (d. 1962)
- 1929: Avigdor Arikha, pictor israeliano-francez (d. 2010)
- 1930: James Baker, politician american, secretar de stat 1989-1992
- 1933: Israel Shahak, profesor de chimie organică la Universitatea Ebraică din Ierusalim și scriitor (d. 2001)
- 1937: Saddam Hussein, al 5-lea președinte al Iraqului (d. 2006)
- 1940: Elena Cosma, pianistă română (d. 2001)

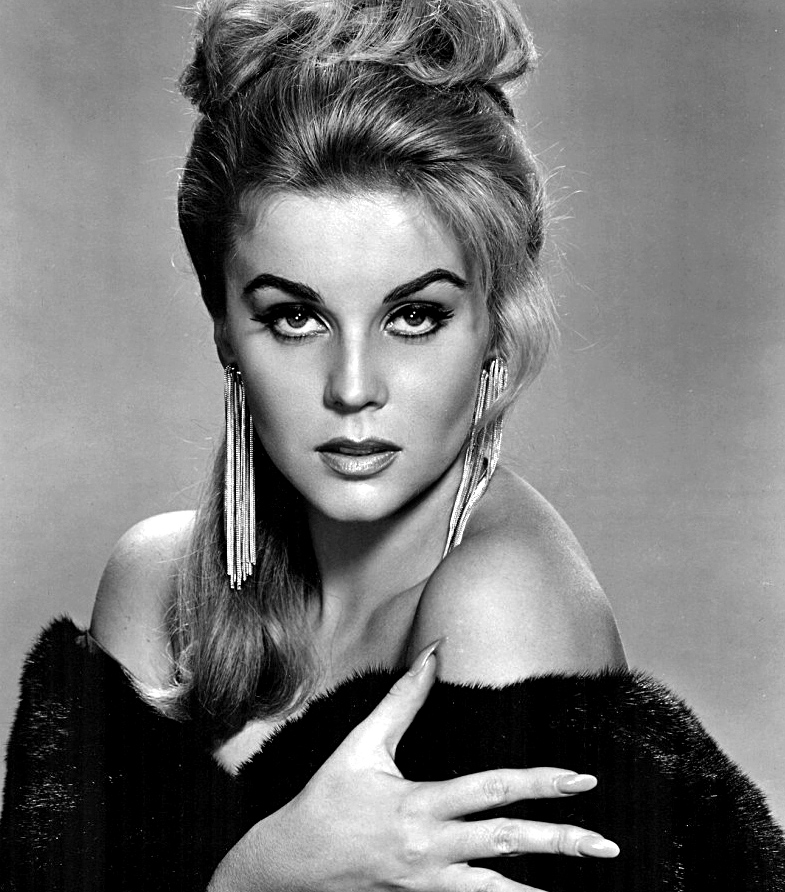
Ann-Margret, actriță suedeză
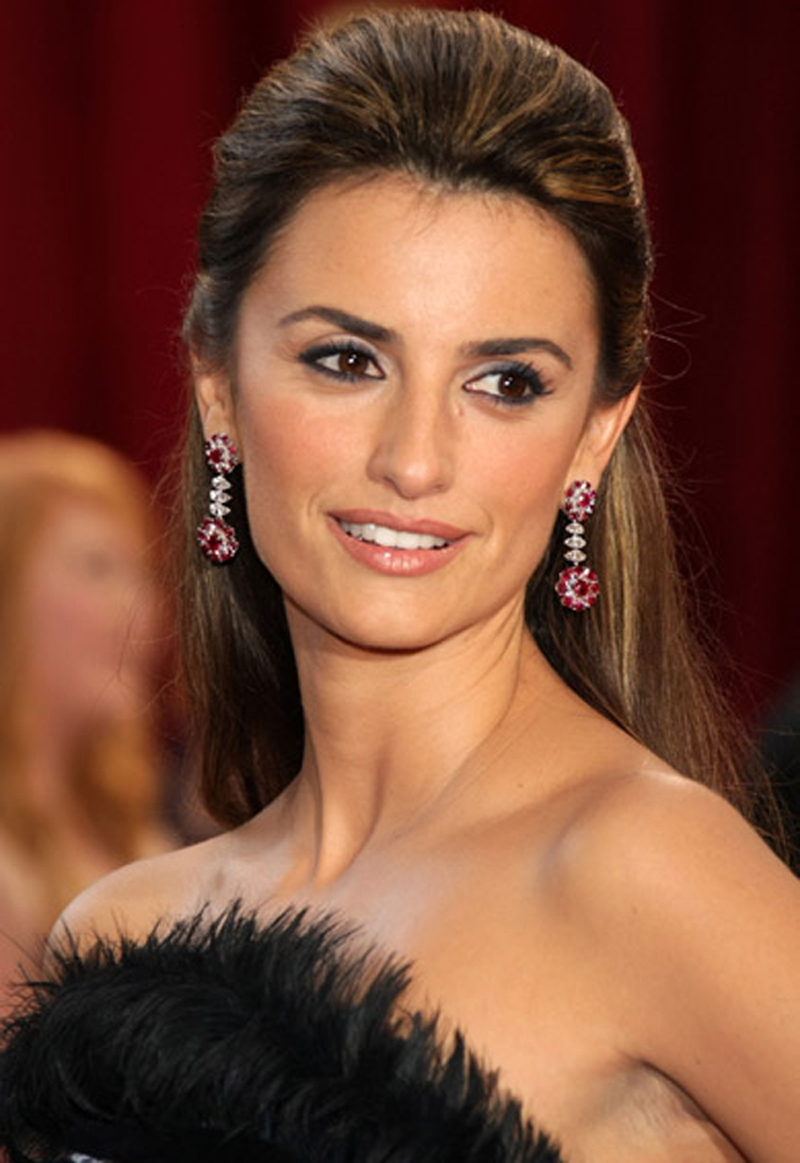
Penélope Cruz, actriță spaniolă
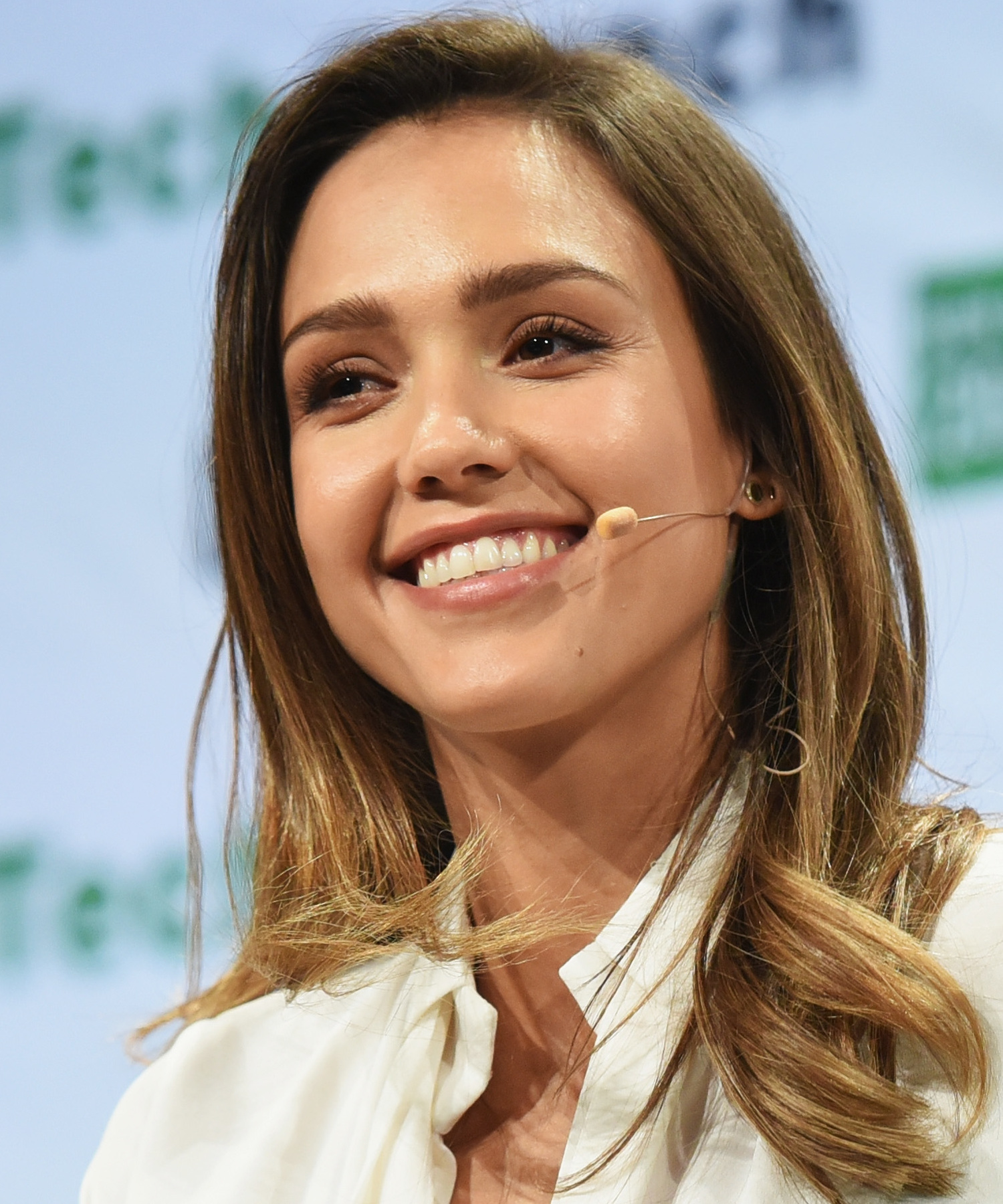
Jessica Alba, actriță americană

- 1941: Ann-Margret, actriță suedeză
- 1941: Karl Barry Sharpless, chimist american, laureat Nobel
- 1943: Augustin Costinescu, pictor român (d. 2021)
- 1944: Gunter Verheugen, membru al Comisiei Europene responsabil cu integrarea
- 1950: Jay Leno, comediant american, gazdă a emisiunii The Tonight Show
- 1953: Bogdan Hossu, președintele Confederației Naționale Sindicale Cartel Alfa
- 1957: Teodor Corban, actor român
- 1960: Cristian Grețcu, membru al grupului Divertis
- 1966: Moustafa Madbouly, politician egiptean care ocupă funcția de prim-ministru
- 1974: Penélope Cruz, actriță spaniolă
- 1976: Alessandra Stoicescu, editor–prezentator tv
- 1980: Bradley Wiggins, fost ciclist britanic
- 1981: Jessica Alba, actriță americană

## Decese
- 1069: Magnus al II-lea al Norvegiei (n. 1048)
- 1519: Madeleine de La Tour d'Auvergne, mama Caterinei de Medici (n. 1498)
- 1710: Mihály Ács (fiul) (Aachs sau Aács), scriitor eclesiastic evanghelic maghiar (n. 1672)
- 1853: Ludwig Tieck, poet, prozator și dramaturg german (n. 1773)
- 1884: Lascăr Rosetti, om politic român (n. 1816)
- 1915: Salvador Viniegra, pictor spaniol (n. 1862)
- 1936: Fuad I al Egiptului (n. 1868)

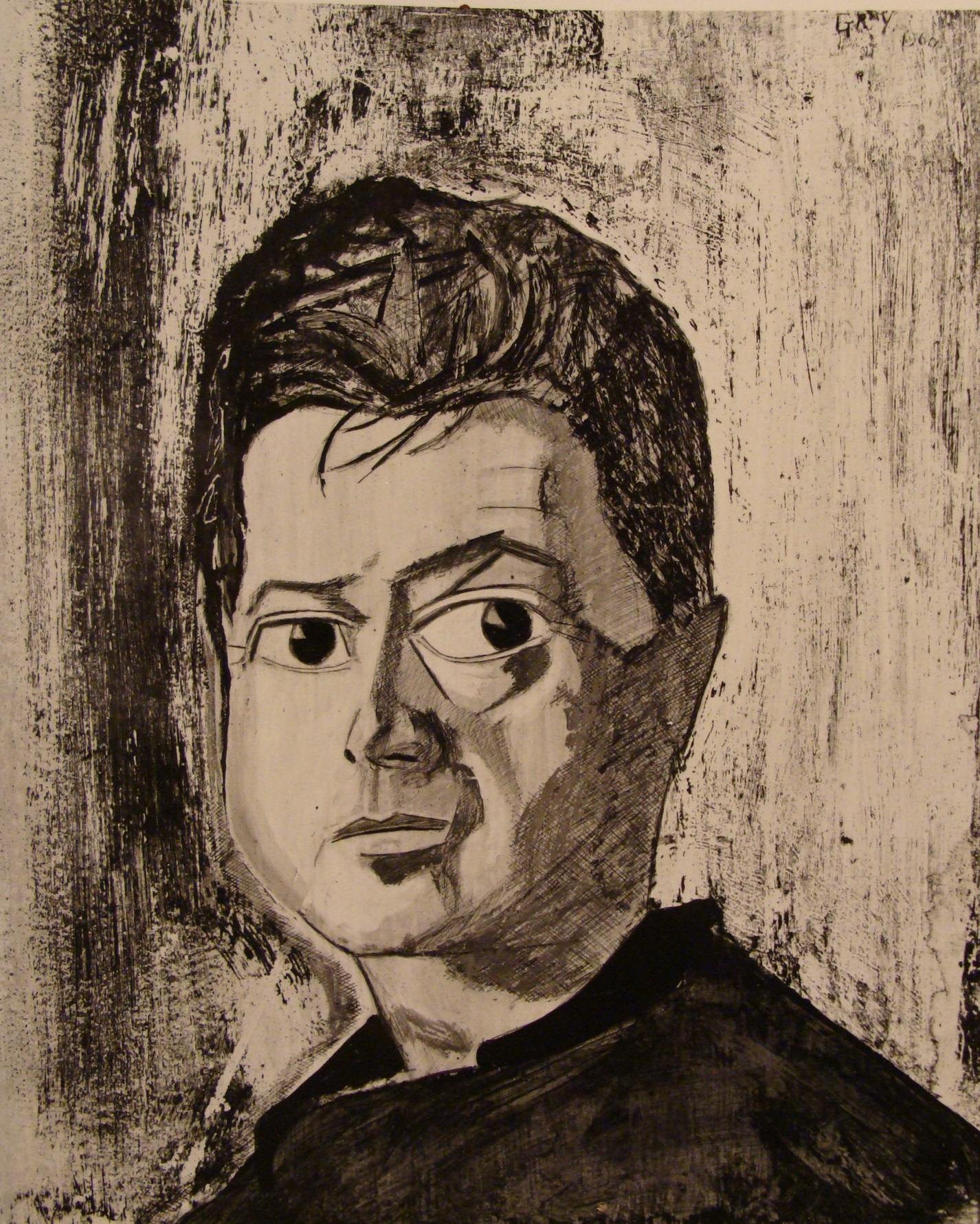
Francis Bacon, pictor irlandez
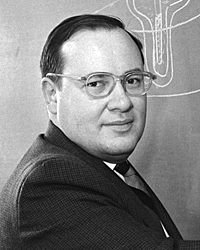
Arthur Schwalow, fizician american, laureat Nobel
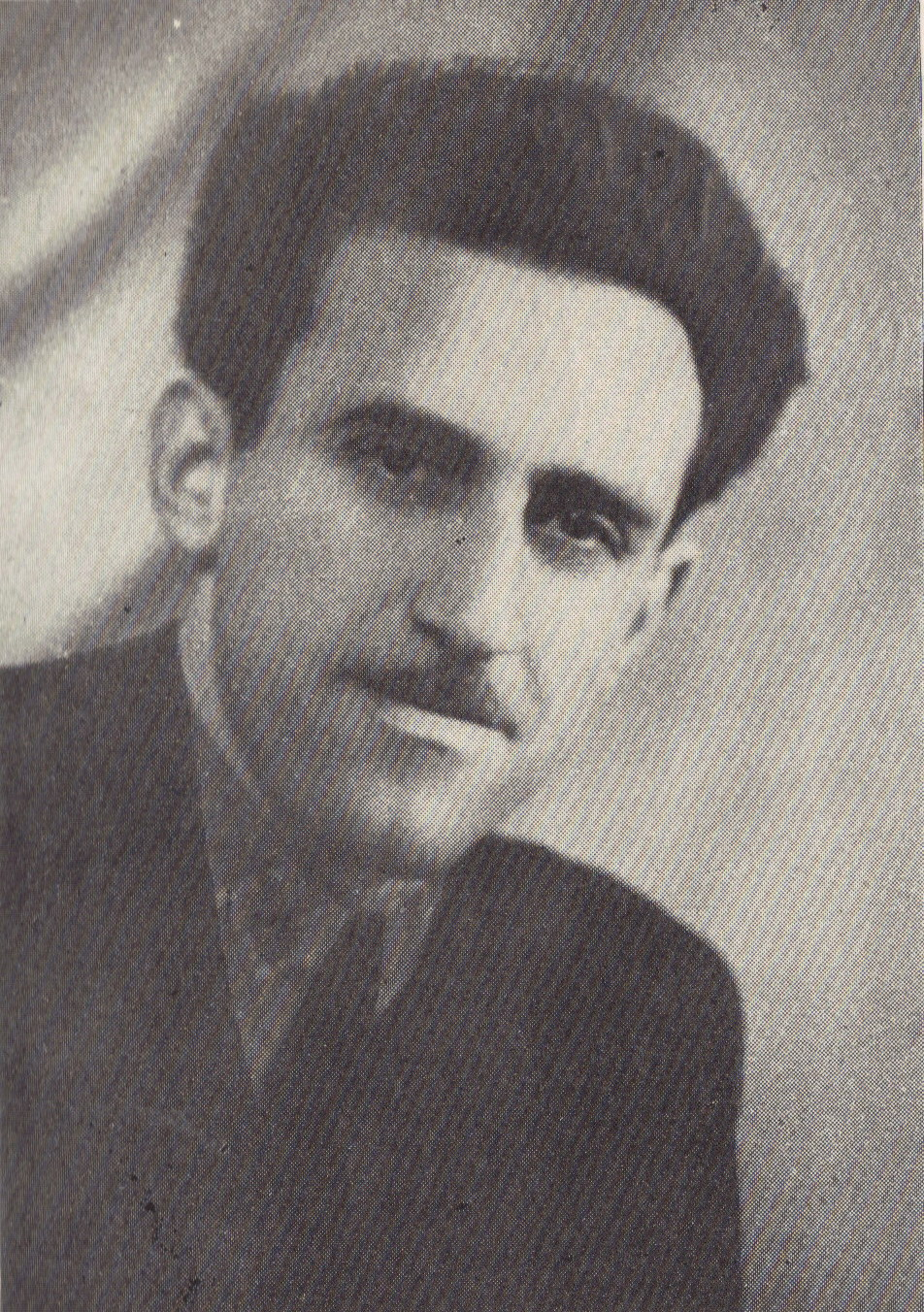
Ovid S. Crohmălniceanu, critic literar român

- 1945: Benito Mussolini, jurnalist și om de stat italian (n. 1883)
- 1954: Léon Jouhaux, laureat al Premiului Nobel pentru Pace
- 1992: Francis Bacon, pictor irlandez (n. 1909)
- 1996: Alexandru Jebeleanu, poet român (n. 1923)
- 1999: Arthur Schwalow, fizician american, laureat Nobel (n. 1921)
- 2000: Ovid S. Crohmălniceanu, prozator, critic și istoric literar român (n. 1921)
- 2000: Aleksandr Lebed, general rus, fost comandant al Armatei a 14–a din Transnistria, guvernator al regiunii siberiene Krasnoiarsk (n. 1950)
- 2009: Valeria Peter Predescu, interpretă de folclor (n. 1947)
- 2012: Matilde Camus, poetă spaniolă (n. 1919)
- 2021: Michael Collins, astronaut american (Apollo 11, 1969), (n. 1930)
- 2022: Jean-Claude Fruteau, politician francez (n. 1947)

## Sărbători
- Ziua Internațională a Securității și Sănătății în Muncă